# شهيد كريم الله
الأدميرال شهيد كريم الله (الأردية: شاهد كريم الله؛ من مواليد 14 فبراير 1948، هو لواء مُتقاعد من فئة الأربع نجوم ودبلوماسي وكاتب عمود في الدفاع شغل منصب رئيس أركان البحرية من 2002 حتى 2005.
وقبل ذلك، شغل منصب سفير باكستان في المملكة العربية السعودية من عام 2005 حتى تقاعده من الخدمة الخارجية في عام 2009.

## سيرة شخصية

### النشأة والمهنية البحرية
ولد شهيد كريم الله في كراتشي، السند، باكستان في 14 فبراير 1948 لعائلة ناطقة بالأردية تنتمي إلى حيدر أباد ديكان في الهند ولكنها هاجرت إلى باكستان بعد تقسيم الهند البريطانية في عام 1947. لقد جاء من عائلة عسكرية ووالده، الملازم أول محمد كريم الله الذي خدم أيضًا في البحرية الهندية الملكية ثم البحرية الباكستانية.
بعد تخرجه من مدرسة ثانوية محلية في عام 1963 تم قبوله ودراسته في كلية DJ للعلوم الشهيرة قبل التحاقه ببحرية باكستان في أكتوبر 1965. وقد تدرب في الأكاديمية العسكرية الباكستانية لكنها ارسلته في وقت لاحق إلى المملكة المتحدة لحضور البحرية الملكية حيث تخرج مع دورات التواصل واكتسبت لجنة عسكرية باعتباره الضابط البحري في البحرية في أكتوبر 1965. وتم إصدار رقم الـS وهو 1126 من قبل وزارة الدفاع وتم ترقيته لاحقًا في رتبة ملازم أول في البحرية في عام 1971.
في عام 1971 كان موجود في شرق باكستان وشارك في الحرب الأهلية العنيفة، تليها الحرب مع الهند في الشرق. تمت ترقيته إلى رتبة ملازم أول وكان ضابطًا في القوارب المسلحة حيث شارك في عمليات مختلفة ضد الجيش الهندي وموكتي باهيني. بعد إعلان وثيقة الاستسلام الباكستاني، تم أسره فيما بعد وأصيب بجروح خطيرة. استغرق الأمر سنوات عديدة لشفائه الكامل قبل استئناف خدمته العسكرية.
بعد الحرب، انخرط في دراسته وذهب إلى نيوبورت في رود آيلاند، الولايات المتحدة ليدرس في كلية الحرب البحرية. تخرج من كلية الحرب البحرية في درجة الماجستير في دراسات الحرب ثم التحق بجامعة الدفاع الوطني حيث تخرج بدرجة ماجستير أخرى في درجة العلاقات الدولية.

### تعيينات القيادة والأركان
في الثمانينيات، شغل منصب مساعد لرئيس الأركان المشتركة الأدميرال محمد شريف ورئيس الأركان البحرية السابق الأدميرال كرامات الرحمن نيازي. في 1995-1996 تمت ترقيته كعميد بحري وتولى قيادة سرب المدمرة 25 كقائد ضابط العلم (FOC). كما شغل منصب توجيه الموظفين في دراسات الحرب هيئة التدريس في جامعة الدفاع الوطني في إسلام آباد.
في عام 1997، تم تعيين العميد البحري كريم الله كمدير التعليمات ولكن تم تعيينه لاحقًا في مهمة واحدة من فئة الموظفين في Navy NHQ في إسلام أباد. :xxi 
تم تعيين العميد البحري كريم الله في منصب ACNS (شؤون الموظفين) ولكن تم تعيينه لاحقًا باسم DCNS (العمليات) تحت قيادة الأدميرال فصيح بخاري - رئيس أركان البحرية. :xxi  بعد استقالة الأدميرال الأدميرال بخاري تمت ترقيته كقائد للأدميرال واستمر في شغل منصب DCNS (العمليات) في عام 1999 :xxi  في الفترة 2000-2001، تمت ترقيته كنائب للأدميرال وتولى قيادة الأسطول الباكستاني كقائد لأسطولها.

### رئيس أركان البحرية
في عام 2002، تم تعيين نائب الأدميرال كريم الله رئيسًا للأركان البحرية وتم ترقيته إلى لواء من فئة الأربعة نجوم في البحرية قبل توليه المنصب.
كرد فعل على اختبار الصواريخ Agni-I في عام 2002، بدأ الأدميرال كريم الله في الدفاع عن امتلاك القدرة البحرية النووية لكنه نفى نشر ترسانات نووية على غواصات Agosta 90B. ترك الأدميرال كريم الله الخيار مفتوحًا ونقل إلى وسائل الإعلام أنه لن يفعل ذلك إلا إذا «اضطر إلى».
في عام 2003، دفع الأدميرال كريم الله مرة أخرى سراً لأجل الضربة الثانية في الحكومة لكنه كرر علنًا مسألة الأسلحة النووية وأعلن أنه على الرغم من عدم وجود مثل هذه الخطط الفورية بالفعل، إلا أنه أكد على حقيقة أن باكستان لن تتردد في اتخاذ مثل هذه الخطوات إذا شعرت بأنها مُضطرة. بقي مخاوف من توسيع البحرية الهندية في المنطقة واستمر في دفعه السري للحصول على أنظمة الأسلحة الحديثة للبحرية.
في عام 2004، نجح في التفاوض مع البحرية الأمريكية لإدخال القوات البحرية في القوة البحرية المشتركة لتوفير التعاون في الشؤون البحرية والأمنية الإقليمية. قام الرئيس برويز مشرف بتجاهل الأدميرال شهيد كريم الله لرئاسة لجنة الأركان المشتركة في أكتوبر 2004. كان الأدميرال كريم الله أكبر ضابط برتبة أربع نجوم في الجيش الباكستاني وحل محله المثير للجدل الفريق إحسان الحق.
في عام 2005، بدأ في الضغط والتأثير بقوة في الحكومة من أجل تمديد الحدود البحرية بين باكستان من 200 إلى 350 ميل بحري والتي سيتم تقديم المطالبة بحلول مايو 2009 وفقًا لأحكام اتفاقيات الأمم المتحدة لقوانين البحار لعام 1982. كان في عام 2015 عندما تم تمديد الحدود التي دفعت منطقة الحدود البحرية الباكستانية إلى 50,000 كيلومتر مربع.
تقاعد الأدميرال كريم الله من القوات البحرية في عام 2005 وسلّم قيادة البحرية إلى الأميرال أفضال طاهر الذي حل نائب الرئيس الأدميرال محمد هارون من قبل الرئيس مشرف.

### سفير المملكة العربية السعودية
بعد منصب رئيس هيئة القيادة المشتركة، أعلن الرئيس مشرف تعيين الأدميرال كريم الله لمنصب دبلوماسي وعينه سفيرا لباكستان في المملكة العربية السعودية. في عام 2009، غادر المنصب بمجرد الانتهاء من ولايته وعاد إلى كراتشي، السند، باكستان.

### تكريمات بعد التقاعد
الأدميرال كريم الله هو حصل على نيشان الامتياز (عسكري)، وستارة الامتياز (العسكرية)، وهلال الامتياز (العسكري) الذي تم تزيينه له خلال خدمته العسكرية.
كما تم تكريمه بفيلق الاستحقاق من قبل الولايات المتحدة، والذي قدمه له رئيس العمليات البحرية الأمريكية الأدميرال فيرن كلارك في عام 2004. في عام 2005، حصل على الفيلق الفرنسي وسام جوقة الشرف لتعزيز التعاون البحري الباكستاني-فرانكو في مختلف المجالات في مختلف المناصب التي شغلها خلال خدمته المهنية.
في 21 سبتمبر 2005، حصل الأدميرال كريم الله على جائزة القوات المسلحة الماليزية الفخرية لجائزة فالور كقائد شهم تقديراً لخدماته الطويلة الجديرة بالتقدير.
بعد تقاعده من الخدمة الخارجية، انضم على ما يبدو إلى «التقدم»، وهو مركز أبحاث للخدمة العامة، ويعمل في مجلسه الاستشاري. وظل أيضًا رئيسًا لمجلس كراتشي للعلاقات الخارجية لبعض الوقت.
حول سقوط دكا في عام 1971، ورد أن الأدميرال كريم الله كان يرى أن: «التاريخ موجود لكسب الدروس منها ولكن للأسف لم يحدث هذا في باكستان». بقي أيضًا مشاركًا في جامعة البحرين في كراتشي وبحسب ما ورد لصالح مشروعات تطوير الممر الاقتصادي الباكستاني في البلاد.

## روابط خارجية
- الأدميرال شهيد كريم الله يتولى منصب قائد البحرية
- نبذة عن شهيد كريم الله
- كريم الله قائد البحرية الجديد